# Wenceslao Cisneros
Pour les articles homonymes, voir Cisneros.
Juan Francisco Wenceslao Cisneros, né le 4 octobre 1823 à San Salvador et décédé à La Havane le 12 juin 1878, est un artiste peintre, dessinateur et lithographe salvadorien.

## Biographie
Très jeune, Wenceslao Cisneros montre des dispositions pour le dessin mais le Salvador, qui vient d'accéder à l'indépendance, ne dispose alors d'aucune école d'enseignement artistique. En 1842, un diplomate chargé de représenter le Salvador à Paris détecte son potentiel et lui propose de se joindre à la délégation pour y faire ses études.
Il s'installe dans le quartier latin où il trouve un atelier avec l'appui du peintre Jean Gigoux. Il se consacre en particulier à la lithographie et subit notamment l'influence d'Honoré Daumier et de Gustave Courbet. Il fait également la connaissance d'Eugène Delacroix.

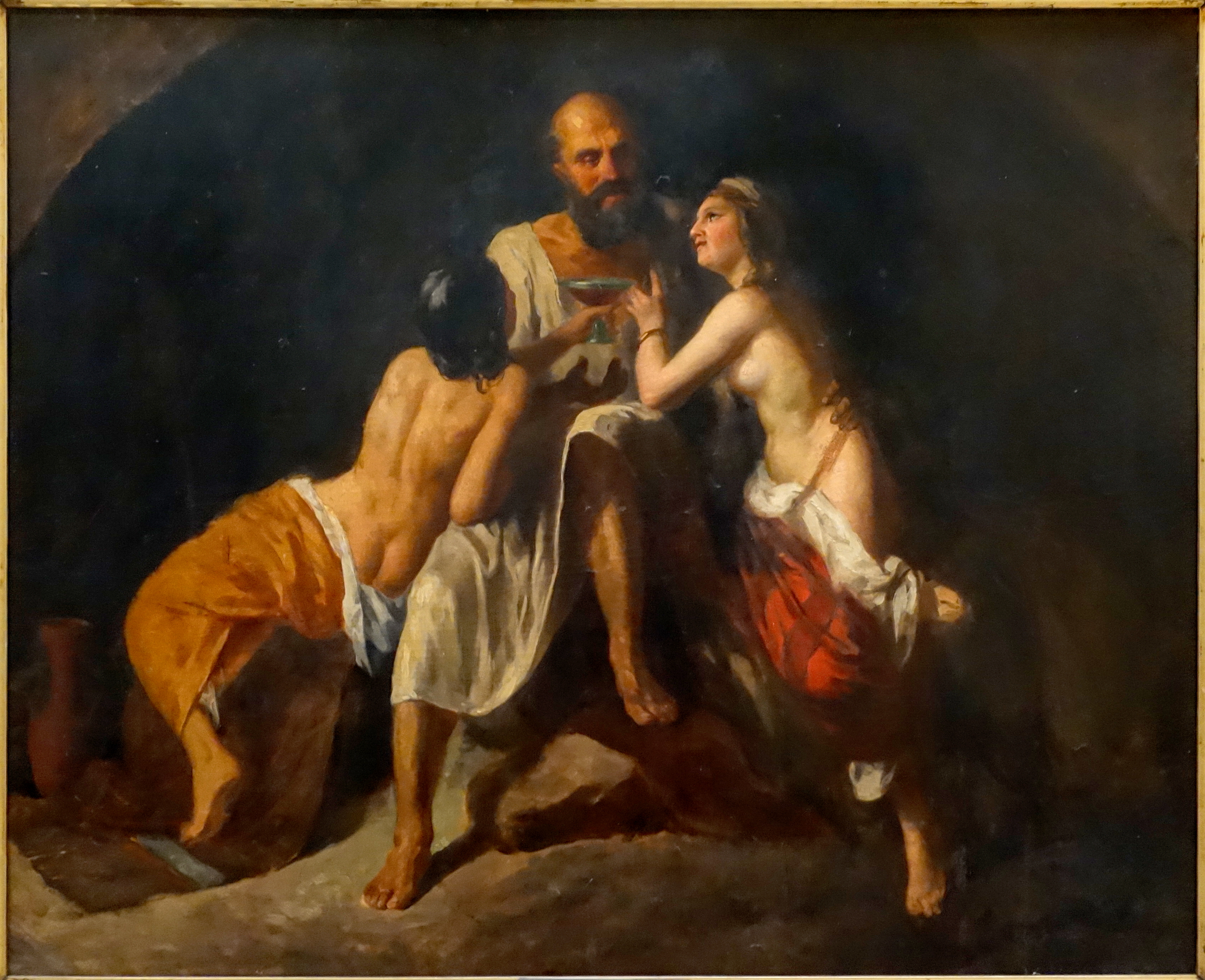
Lot et ses filles au Musée national des beaux-arts de Cuba de la Havane

Pendant son séjour parisien, il s'intéresse par ailleurs à la politique et répond à l'appel de Victor Hugo contre le coup d'État du 2 décembre 1851 de Napoléon III.
En 1853, il fait un voyage à Rome sur l'invitation du mexicain José Sánchez Navarro, qui lui commande des reproductions d'œuvres classiques.
En 1856, après sa formation en Europe, il revient en Amérique latine et s'installe à Cuba où il acquiert rapidement une certaine notoriété. En 1859, il est nommé directeur de l'Academia Nacional de Bellas Artes San Alejandro de La Havane, poste qu'il occupe pendant près de 20 ans jusqu'à sa mort prématurée en 1878. Il y introduit notamment l'enseignement du dessin sur modèle vivant et de l'histoire de l'art.
Tout au long de sa carrière, il participe activement à la vie culturelle de La Havane, s'investit dans de nombreuses associations et publie des dessins et des caricatures, ainsi que des chroniques dans la presse locale. En 1862, il reçoit la Croix de l'Ordre de Charles III d'Espagne.